# 川瀬絵梨
川瀬 絵梨（かわせ えり、1986年1月10日 ‐ ）は、日本の女優。東京都出身。galm所属。
血液型はB型。身長155cm。成城大学卒。

## 来歴
幼少期から映画が大好きで成城大学文芸学部芸術学科に進学、映画学を専攻する。大学在学中の2007年より川村 絵梨名義で活動開始。2014年4月に川瀬 絵梨に改名。趣味は写真。

## 出演

### 映画
- 女たちの都〜ワッゲンオッゲン〜（祷映監督、2012年）- 井上涼子 役
- ゼンタイ （橋口亮輔監督、2012年）- レジ店員・川村 役
- 三島由紀夫近代能楽集『卒塔婆小町』（根岸吉太郎監督、2014年）
- 恋人たち（橋口亮輔監督、2016年）- 川村 役
- シン・ゴジラ（庵野秀明・樋口真嗣監督、2016年） -  巨災対 水管理・国土保全局防災課係員 役
- 東京ウィンドオーケストラ（坂下雄一郎監督、2017年）- 原田春子 役
- TICKET（駒谷揚監督、2018年）
- ピンカートンに会いにいく（坂下雄一郎監督、2018年）- 星 役
- 悪は存在しない（濱口竜介監督、2024年）
- サラリーマン金太郎 【魁】編（下山天監督、2025年）- 将太の母 役
- 早乙女カナコの場合は（矢崎仁司監督、2025年）- 聡美 役

### テレビドラマ
- 十月十日の進化論（2015年、WOWOW）
- ランチのアッコちゃん 第2話・第3話（2015年、NHK BSプレミアム） - 土屋 役
- 初情事まであと1時間 第12話「ずっくん」（2021年、毎日放送、橋口亮輔監督）
- 0.5の男 第2話・第3話（2023年、WOWOW） - 皆川 役
- treatment「更地」（2023年、MXTV、 戸田彬弘監督） - 中越由貴 役
- 地獄の果てまで連れていく（2025年1月14日 - 3月25日、TBS） - 坂東博美 役[3]

### 舞台
- 劇団トゥルーパ「冬」（ 演出 牧田侑士、2009年）
- 「風にゆれる、じっと見てる。」（作・演出 横田修、2012年）
- 湯ぶね「愛の水中花」（作・演出 松本哲也、2016年）

### CM
- 真空ガラススペーシア-お隣さん篇-
- ナースパワー
- コカ・コーラ Coke with meal 「肉にはコーク」篇

### VP
- サントリー ザ・プレミアム・モルツ
- リクルート